# Otívar
Otívar – gmina w Hiszpanii, w prowincji Grenada, w Andaluzji, o powierzchni 57,47 km². W 2014 roku gmina liczyła 1108 mieszkańców.
Średnia roczna temperatura w gminie wynosi 14,80 °C.